# العلاقات الأردنية الفلبينية
العلاقات الأردنية الفلبينية هي العلاقات الثنائية التي تجمع بين الأردن والفلبين.

## مقارنة بين البلدين
هذه مقارنة عامة ومرجعية للدولتين:
| وجه المقارنة                                              | الأردن                   | الفلبين                       |
| --------------------------------------------------------- | ------------------------ | ----------------------------- |
| المساحة (كم2)                                             | 89.34 ألف                | 343.45 ألف                    |
| عدد السكان (نسمة)                                         | 9.81 مليون               | 104.92 مليون                  |
| الكثافة السكانية (ن./كم²)                                 | 109.81                   | 305.49                        |
| العاصمة                                                   | عمان                     | مانيلا                        |
| اللغة الرسمية                                             | اللغة العربية            | اللغة الفلبينية، لغة إنجليزية |
| العملة                                                    | دينار أردني              | بيسو فلبيني                   |
| الناتج المحلي الإجمالي (بليون دولار)                      | 40.07 مليار              | 313.60 مليار                  |
| الناتج المحلي الإجمالي (تعادل القوة الشرائية) بليون دولار | 82.80 مليار              | 743.90 مليار                  |
| الناتج المحلي الإجمالي الاسمي للفرد دولار أمريكي          | 4.94 ألف                 | 2.90 ألف                      |
| الناتج المحلي الإجمالي للفرد دولار أمريكي                 | 12.05 ألف                | 7.39 ألف                      |
| مؤشر التنمية البشرية                                      | 0.748                    | 0.668                         |
| رمز المكالمات الدولي                                      | +962                     | +63                           |
| رمز الإنترنت                                              | .jo                      | .ph                           |
| المنطقة الزمنية                                           | ت ع م+02:00، ت ع م+03:00 | توقيت الفلبين                 |

## منظمات دولية مشتركة
يشترك البلدان في عضوية مجموعة من المنظمات الدولية، منها:
| علم المنظمة | اسم المنظمة                               | تاريخ انضمام الأردن | تاريخ انضمام الفلبين |
| ----------- | ----------------------------------------- | ------------------- | -------------------- |
|             | وكالة ضمان الاستثمار متعدد الأطراف        | 12 أبريل 1988       | 8 فبراير 1994        |
|             | منظمة الشرطة الجنائية الدولية             | ?                   | ?                    |
|             | منظمة حظر الأسلحة الكيميائية              | ?                   | ?                    |
|             | منظمة التجارة العالمية                    | ?                   | 1995                 |
|             | الأمم المتحدة                             | 14 ديسمبر 1955      | 24 أكتوبر 1945       |
|             | مؤسسة التمويل الدولية                     | 20 يوليو 1956       | 12 أغسطس 1957        |
|             | يونسكو                                    | 14 يونيو 1950       | 21 نوفمبر 1946       |
|             | مؤسسة التنمية الدولية                     | 4 أكتوبر 1960       | 28 أكتوبر 1960       |
|             | البنك الدولي للإنشاء والتعمير             | 29 أغسطس 1952       | 27 ديسمبر 1945       |
|             | المركز الدولي لتسوية المنازعات الاستشارية | 29 نوفمبر 1972      | 17 ديسمبر 1978       |
|             | الاتحاد البريدي العالمي                   | ?                   | ?                    |
|             | الاتحاد الدولي للاتصالات                  | 20 مايو 1947        | 25 مايو 1912         |

## أعلام
هذه قائمة لبعض الشخصيات التي تربطها علاقات بالبلدين:
- فاروق القصراوي (سياسي أردني، 1942 – )

## وصلات خارجية
- موقع وزارة الخارجية الأردنية
- موقع وزارة الخارجية الفلبينية